# Zemo Karzmani
Zemo Karzmani (en georgiano: ზემო ქარზმანი) o Dallag Karzman (en osetio: Дæллаг Карзман; en ruso: Верхний Карзман) es una aldea que pertenece a la parcialmente reconocida República de Osetia del Sur, parte del distrito de Dzau, aunque de iure pertenece al municipio de Sachjere de la región de Imericia de Georgia.

## Geografía
Zemo Karzmani se encuentra a orillas del río Kvirili, al este de Perevi y a 30 km de Sachjere.

## Historia
La composición étnica siempre ha sido mixta: osetios y georgianos.
Durante la guerra ruso-georgiana de 2008, el pueblo fue ocupado por tropas rusas.

## Demografía
La evolución demográfica de Zemo Karzmani entre 1939 y 2015 fue la siguiente:
| 345                                                      | 103 | 195 | 157 | 88 | 216 |
| (Fuente: Population of South Ossetia since Soviet times) |     |     |     |    |     |

Según el censo soviético de 1970, la mayoría de la población eran osetios; en el de 1989, el 51% de la población eran osetios y el 35%, georgianos.